# Kazuya Yoshioka
Kazuya Yoshioka  (japanska: 吉岡 和也), född 9 september 1978 i Otaru på ön Hokkaidō, är en japansk backhoppare. Han representerar Tsuchiya Home Ski Team.

## Karriär
Kazuya Yoshioka debuterade internationellt i världscupen på hemmaplan i normalbacken (Miyanomori) i Sapporo 21 januari 1995. Han blev nummer 41 i tävlingen. Dagen efter tävlades det i stora backen, (Ōkurayama) där Yoshioka blev nummer 18 i en tävling som vanns av Nicolas Dessum från Frankrike. Yoshioka deltog i junior-VM 1995 i Gällivare i Sverige två veckor efter världscuptävlingarna i Sapporo. Där vann han en bronsmedalj i lagtävlingen efter Tyskland och Österrike.
Yoshioka var bland de tio första i en deltävling i världscupen första gången i Villach i Österrike 8 december 1997. Landsmannen Masahiko Harada vann tävlingen. Kazuya Yoshioka tog sin första och hittills enda pallplacering i världscupen i stora backen i Utah Olympic Park Jumps i Park City i Utah i USA 20 januari 2001, efter Adam Małysz från Polen och Wolfgang Loitzl från Österrike. I lagtävlingen i världscupen har han placerat sig på prispallen fem gånger med japanska laget, med seger i Willingen i Tyskland 30 januari 1999 och i Park City 19 januari 2001. Yoshioka har hittills tävlat 11 säsonger i världscupen. Som bästa placering har han en 13:e plats sammanlagt säsongen 1998/1999. Samma säsong blev han nummer 6 i tysk-österrikiska backhopparveckan. Backhopparveckan vann då av Janne Ahonen med 6 japanska backhoppare bland de 11 bästa totalt.
Under skidflygnings-VM 1998, i Heini Klopfer-backen i Oberstdorf i Tyskland, blev Yoshioka nummer 19. Landsmannen Kazuyoshi Funaki vann tävlingen.
Under Skid-VM 2001 i Lahtis i Finland, blev Yoshioka nummer 19 i normalbacken och nummer 20 i stora backen. I lagtävlingen i stora backen blev japanska laget (Hideharu Miyahira, Kazuya Yoshioka, Masahiko Harada och Noriaki Kasai) nummer fyra efter Tyskland, Finland och Österrike. Japan blev också nummer fyra i lagtävlingen i normalbacken, men utan Yoshioka i laget.
Från säsongen 2002/2003 har Yoshioka växlat mellan världscupen och kontinentalcupen. 2011 vann han två guldmedaljer och en silvermedalj i Asienmästerskapen i Almaty i Kazakstan.